# Ilja Iossifowitsch Warschawski
Ilja Iossifowitsch Warschawski (russisch Илья Иосифович Варшавский; * 1. Dezemberjul. / 14. Dezember 1908greg. in Kiew; † 4. Juli 1974 in Leningrad) war ein russischer Schriftsteller und Science-Fiction-Autor der Sowjetunion.

## Leben
Nach Versuchen, Schauspieler zu werden, besuchte er die Marineschule in Leningrad und fuhr bei der Handelsmarine zur See. Von 1941 bis 1949 war er wegen des Krieges in den Altai evakuiert. Nach seiner Rückkehr nach Leningrad arbeitete er wieder als Entwicklungsingenieur in einer Dieselmotorenfabrik, in Forschungsinstituten und Konstruktionsbüros.
Aus Anlass einer Wette mit seinem Sohn begann er zu schreiben und veröffentlichte mit 52 Jahren seine erste Erzählung Robbi. Seine zweite Erzählung Index J-81 gewann einen Preis der Zeitschrift Technika – molodjoschi. Als Leiter des Leningrader Seminars für junge Science-Fiction-Autoren war er bis 1972 Vorgänger von Boris Strugazki. Sein schmales Werk – nur fünf Erzählungsbände – wurde stark beachtet und viele seiner Erzählungen übersetzt und in Anthologien aufgenommen.

## Bibliografie
Sammlungen
- Молекулярное кафе (1964, „Das Molekularcafé“)
- Человек, который видел антимир (1965, „Der Mensch, der die Antiwelt gesehen hat“)
- Солнце заходит в Дономаге (1966, „Die Sonne geht unter in Donomaga“)
- Лавка сновидений (1970, „Der Traumladen“)
- Тревожных симптомов нет (1972, „Keine beunruhigenden Symptome“)

Deutsche Zusammenstellung:
- Der Traumladen. Wissenschaftlich-phantastische Erzählungen. Aus dem Russischen von Gisela Kuhnert, Aljonna Möckel, Thomas Reschke und Leonore Weist, Illustrationen von Peter Nagengast. Das Neue Berlin, Berlin 1973.

Kurzgeschichten
- Индекс Е-81 (1962)
  - Deutsch: Index J-81. In: Index J-81 arbeitet für Mr. Faust. Volk und Welt, 1971.
- Роби (1962)
  - Deutsch: Robbi. In: Das Molekular-Café. Das Neue Berlin, 1969. Auch in: Der Traumladen. 1973.
- Биотоки, биотоки … (1963)
  - Deutsch: Bioströme. In: Darko Suvin (Hrsg.): Andere Welten, andere Meere. Goldmann (Goldmann Science Fiction der Chef-Auswahl), 1972, ISBN 3-442-30258-7.
- В космосе (1963)
  - Deutsch: Draußen im Weltraum. In: Mirra Ginsburg (Hrsg.): Draußen im Weltraum und andere russische SF-Stories. Heyne (Heyne Science Fiction & Fantasy #3216), 1970.
- Дневник (1963)
  - Deutsch: Das Tagebuch. Übersetzt von Thomas Reschke. In: Das Molekular-Café. Das Neue Berlin, 1969. Auch als: Tagebuch. In: Der Traumladen. 1973.
- Молекулярное кафе (1963)
  - Deutsch: Das Molekular-Café. In: Das Molekular-Café. Das Neue Berlin, 1969.
- Неедяки (1963)
  - Deutsch: Nixessa. In: Darko Suvin (Hrsg.): Andere Welten, andere Meere. Goldmann (Goldmann Science Fiction der Chef-Auswahl), 1972, ISBN 3-442-30258-7.
- Поединок (1963)
  - Deutsch: Das Duell. In: Das Molekular-Café. Das Neue Berlin, 1969.
- СУС (1963)
  - Deutsch: Geposo. In: Darko Suvin (Hrsg.): Andere Welten, andere Meere. Goldmann (Goldmann Science Fiction der Chef-Auswahl), 1972, ISBN 3-442-30258-7.
- Секреты жанра (1963, auch als Секреты жанра, 1964)
- "Цунами" откладываются (1964)
- Конфликт (1964)
  - Deutsch: Der Konflikt. Übersetzt von Thomas Reschke. In: Das Molekular-Café. Das Neue Berlin, 1969. Auch als: Konflikt. 1969. In: Der Traumladen. 1973.
  - Deutsch: Der Konflikt. Übersetzt von Wulf H. Bergner. In: Wulf H. Bergner (Hrsg.): Am Tag vor der Ewigkeit. Heyne (Heyne Science Fiction & Fantasy #3151), 1969.
- Лекции по парапсихологии (1964)
  - Deutsch: Vorlesungen über Parapsychologie. In: Darko Suvin (Hrsg.): Andere Welten, andere Meere. Goldmann (Goldmann Science Fiction der Chef-Auswahl), 1972, ISBN 3-442-30258-7.
- Маскарад (1964)
- Мистер Харэм в тартарарах (1964)
- Новое о Холмсе (1964)
- Призраки (1964)
  - Deutsch: Gespenster. In: Der Traumladen. 1973.
- Происшествие на Чайн-Род (1964)
- Путешествие в Ничто (1964)
  - Deutsch: Reise ins Nichts. In: Der Traumladen. 1973.
- Тревожных симптомов нет (1964)
  - Deutsch: Keine beunruhigenden Symptome. In: Erik Simon (Hrsg.): Die Rekonstruktion des Menschen. Das Neue Berlin (SF-Utopia), 1988, ISBN 3-360-00846-5.
- Гомункулус (1965)
- Перпетуум мобиле (1965)
- Предварительные изыскания (1965)
  - Deutsch: Der Moloch. In: Das Molekular-Café. Das Neue Berlin, 1969.
- Решайся, пилот! (1965)
- Курсант Плошкин (1966)
- Поездка в Пенфилд (1966)
  - Deutsch: Die Reise nach Penfield. In: Herbert Krempien (Hrsg.): Fenster zur Unendlichkeit. Das Neue Berlin, 1974.
- Решайся, Пилот (1966)
  - Deutsch: Entscheide dich, Pilot. In: Der Traumladen. 1973.
- Сашка (1966)
  - Deutsch: Saschka. In: Der Traumladen. 1973.
- Солнце заходит в Дономаге (1966)
- Судья (1966)
- Фиалка (1966)
  - Deutsch: Das Veilchen. In: Jewgeni Brandis (Hrsg.): Der Wurfspieß des Odysseus. Neues Leben (Basar), 1981.
- Ограбление произойдет в полночь (1967)
  - Deutsch: Bankraub um Mitternacht. In: Bankraub um Mitternacht. Kultur und Fortschritt (krimi - abenteuer - phantastik #82), 1969.
- Тараканы (1967)
  - Deutsch: Schaben. In: Erik Simon (Hrsg.): Die Rekonstruktion des Menschen. Das Neue Berlin (SF-Utopia), 1988, ISBN 3-360-00846-5.
- Петля гистерезиса (1968)
- Побег (1968)
  - Deutsch: Die Flucht. In: Herbert W. Franke (Hrsg.): Kontinuum 5. Ullstein (Ullstein Science Fiction & Fantasy #31155), 1987, ISBN 3-548-31155-5.
- Утка в сметане (1968)
  - Deutsch: Ente in saurer Sahne. In: Jewgeni Brandis (Hrsg.): Der Wurfspieß des Odysseus. Neues Leben (Basar), 1981.
- Второе рождение (1969)
  - Deutsch: Die Wiedergeburt. In: Der Weg zur Amalthea. Мир / Das Neue Berlin?, 1979.
- Лавка сновидений (1970)
  - Deutsch: Der Traumladen. In: Der Traumladen. 1973.
- Любовь и время (1970)
  - Deutsch: Die Liebe und die Zeit. In: Der Traumladen. 1973.
- Петля гистерезиса (1970)
  - Deutsch: Die Hysteresis-Schleife. In: Der Traumladen. 1973.
- Душа напрокат (1971)
  - Deutsch: Die geliehene Seele. In: Hannelore Menke (Hrsg.): Genie auf Bestellung. Volk und Welt, 1982.
- Повесть без героя (1971)
  - Deutsch: Geschichte ohne Held. In: Der Traumladen. 1973.
- Сюжет для романа (1971)
- Проделки Амура (1972)
  - Deutsch: Amors Streiche. In: Der Traumladen. 1973.
- Сюжет для романа (1972)
  - Deutsch: Entwurf eines Romans. In: Der Traumladen. 1973.
- Джейн (1988)
  - Deutsch: Jane. In: Das elektronische Glück. Das Neue Berlin (SF-Utopia), 1988, ISBN 3-360-00187-7.